# Nová Dubnica
Nová Dubnica (Hongaars:Újtölgyes) is een Slowaakse gemeente in de regio Trenčín, en maakt deel uit van het district Ilava.
Nová Dubnica telt 12.358 inwoners.